# ستيفاني تايلر
ستيفاني تايلر (بالإنجليزية: Stephanie Tyler)‏ هي عالمة طيور وعالمة بيئة وكاتِبة بريطانية، ولدت في 1950 في لنكولنشاير في المملكة المتحدة.